# Crachier
Crachier est une commune française située dans le département de l'Isère, en région Auvergne-Rhône-Alpes.
Située dans la petite région du Nord-Isère, Crachier est adhérente à la CAPI, dont le siège est fixé à L'Isle-d'Abeau.
Ses habitants sont dénommés les Crachierois.

## Géographie

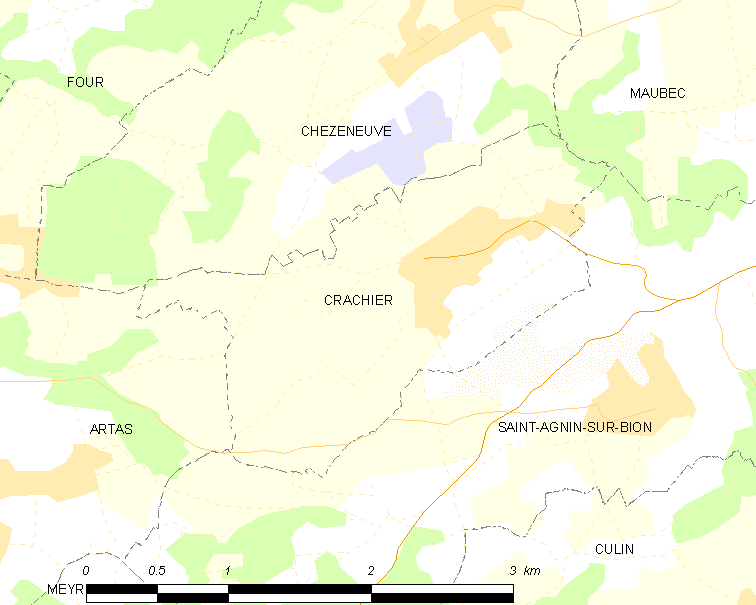
Plan de la commune de Crachier et des communes limitrophes.

### Localisation
Le territoire de Crachier se situe dans la partie septentrionale du département de l'Isère. Positionnée à mi-chemin entre les villes de Bourgoin-Jallieu et Saint-Jean-de-Bournay dans la région naturelle des Terres froides, mais en dehors des routes à grandes circulation, la petite cité a su conserver son aspect rural.
Le centre-ville (bourg de Crachier) se situe (par la route) à 47 km du centre de Lyon, préfecture de la région Auvergne-Rhône-Alpes et à 73 km de Grenoble, préfecture du département de l'Isère, ainsi qu'à 318 km de Marseille et 517 km de Paris.
Le territoire de la commune est limitrophe de ceux de quatre communes :
|       | Chèzeneuve           |        |
| Artas | Crachier             | Maubec |
|       | Saint-Agnin-sur-Bion |        |

### Géologie et relief
Le plateau ou est situé le bourg, se confond en grande partie avec la micro-région des Terres froides. secteur essentiellement composée de collines de basse ou moyenne altitude et des longues vallées et plaines. L'ouest de ce secteur correspond à la plaine lyonnaise.

### Hydrographie
Le Bion, d'une longueur de 12 kilomètres, est un petit affluent de la Bourbre et un sous affluent du Rhône. Ce cours d'eau borde la partie méridionale de la commune, séparant ainsi Crachier de la commune voisine de Saint-Agnin-sur-Bion.

### Climat
Pour des articles plus généraux, voir Climat d'Auvergne-Rhône-Alpes et Climat de l'Isère.
En 2010, le climat de la commune est de type climat des marges montargnardes, selon une étude du Centre national de la recherche scientifique s'appuyant sur une série de données couvrant la période 1971-2000. En 2020, Météo-France publie une typologie des climats de la France métropolitaine dans laquelle la commune est exposée à un climat de montagne ou de marges de montagne et est dans la région climatique  Moyenne vallée du Rhône, caractérisée par un bon ensoleillement en été (fraction d’insolation > 60 %), une forte amplitude thermique annuelle (4 à 20 °C), un air sec en toutes saisons, orageux en été, des vents forts (mistral), une pluviométrie élevée en automne (250 à 300 mm). 
Pour la période 1971-2000, la température annuelle moyenne est de 10,8 °C, avec une amplitude thermique annuelle de 17,6 °C. Le cumul annuel moyen de précipitations est de 1 030 mm, avec 9,5 jours de précipitations en janvier et 6,5 jours en juillet. Pour la période 1991-2020, la température moyenne annuelle observée sur la station météorologique de Météo-France la plus proche, « Bourgoin », sur la commune de Bourgoin-Jallieu à 6 km à vol d'oiseau, est de 12,4 °C et le cumul annuel moyen de précipitations est de 844,0 mm,. Pour l'avenir, les paramètres climatiques de la commune estimés pour 2050 selon différents scénarios d'émission de gaz à effet de serre sont consultables sur un site dédié publié par Météo-France en novembre 2022.

## Urbanisme

### Typologie
Au 1er janvier 2024, Crachier est catégorisée commune rurale à habitat dispersé, selon la nouvelle grille communale de densité à sept niveaux définie par l'Insee en 2022.
Elle est située hors unité urbaine. Par ailleurs la commune fait partie de l'aire d'attraction de Lyon, dont elle est une commune de la couronne,. Cette aire, qui regroupe 397 communes, est catégorisée dans les aires de 700 000 habitants ou plus (hors Paris),.

### Occupation des sols
L'occupation des sols de la commune, telle qu'elle ressort de la base de données européenne d’occupation biophysique des sols Corine Land Cover (CLC), est marquée par l'importance des territoires agricoles (84,8 % en 2018), en augmentation par rapport à 1990 (81,1 %). La répartition détaillée en 2018 est la suivante : 
terres arables (68,7 %), prairies (14,5 %), zones urbanisées (12,5 %), forêts (2,7 %), zones agricoles hétérogènes (1,6 %). L'évolution de l’occupation des sols de la commune et de ses infrastructures peut être observée sur les différentes représentations cartographiques du territoire : la carte de Cassini (XVIIIe siècle), la carte d'état-major (1820-1866) et les cartes ou photos aériennes de l'IGN pour la période actuelle (1950 à aujourd'hui).

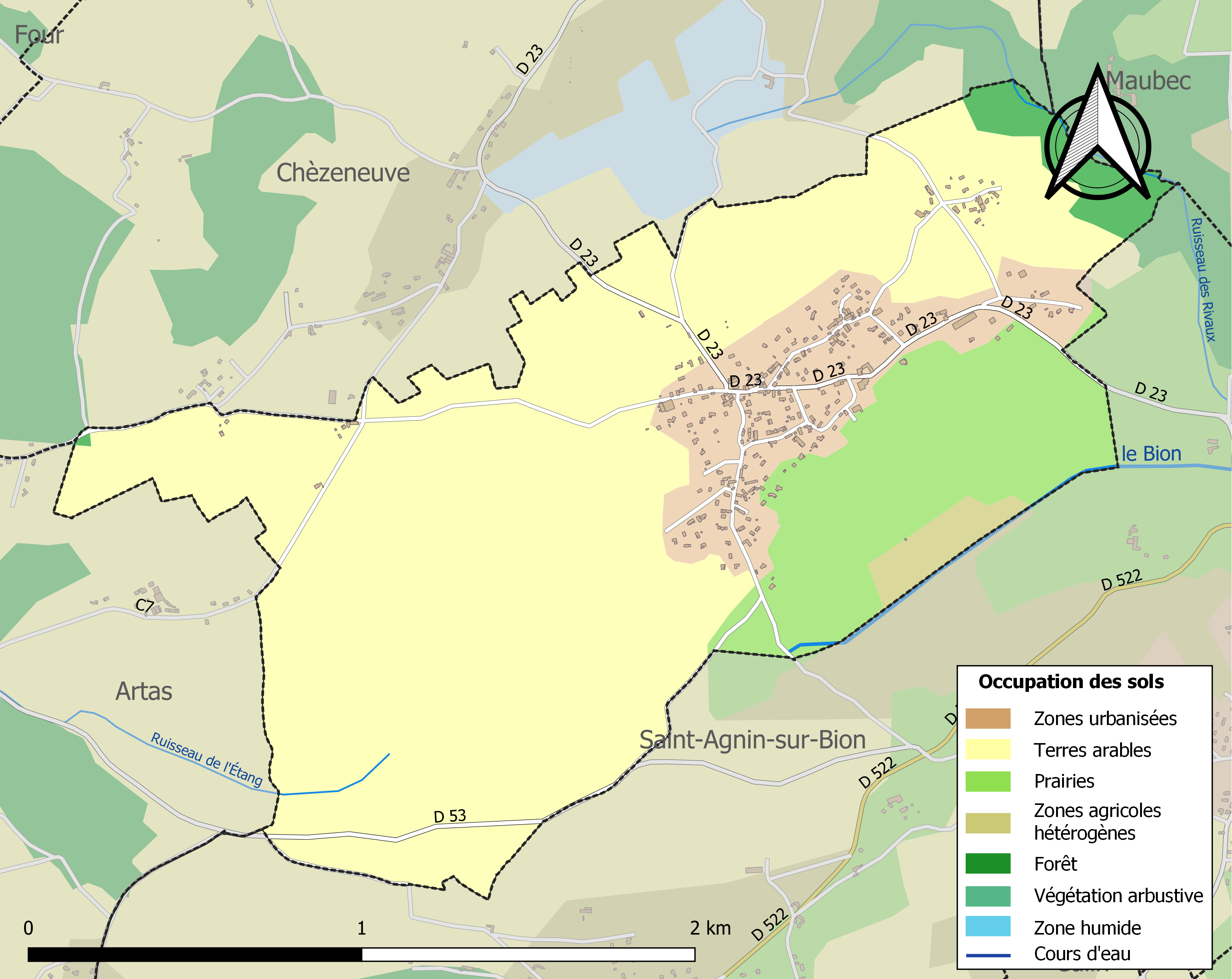
Carte des infrastructures et de l'occupation des sols de la commune en 2018 (CLC).

### Morphologie urbaine
Crachier se présente sous la forme d'un modeste bourg entouré de quelques hameaux. Le tissu urbain est principalement constitués de, maisons rurales, de quelques villas et de nombreux corps de fermes, la plupart ayant été réaménagés en simple habitat résidentiel. Un grand nombre de terrains agricoles, de secteurs boisés et marécageux donnent à son territoire un aspect rural.

### Voies de communication
Le bourg central de la commune et ses principaux hameaux sont situés à l'écart des grandes voies de circulation. Le territoire communal n'est bordé que par une seule route à grande circulation, autrefois route nationale, déclassée en route départementale et par quelques petites routes d'importance secondaire.
- La RD 522 qui ne traverse pas la commune mais qui passe à proximité correspond au tracé de l'ancienne route nationale 522 (RN 522) reliant Saint-Jean-de-Bournay à Bourgoin-Jallieu. Celle-ci a été déclassée en route départementale en 1972.
- La RD 23 relie la commune de Saint-Agnin-sur-Bion à la commune de Maubec, après avoir traversé le bourg ainsi que le territoire de Chèzeneuve avec jonction à la RD 522 à chaque extrémité.

L'entrée d'autoroute la plus proche (A43 relie la commune à Lyon et à Chambéry) est située à moins de dix kilomètres du bourg :
 8 à 37 km : Bourgoin-Jallieu-centre, Nivolas-Vermelle, Ruy-Montceau
Localement, l'agglomération de Bourgoin-Jallieu et la CAPI, à laquelle appartient la commune, sont desservies par le réseau de bus dénommé « Ruban », réparti en huit lignes urbaines et sept lignes périurbaines, dont une seule dessert le territoire communal :
- Ligne 24 : Crachier ↔ Chèzeneuve ↔ Maubec ↔ Bourgoin-Jallieu.

### Risques naturels et technologiques

#### Risques sismiques
L'ensemble du territoire de la commune de Crachier est situé en zone de sismicité n°3 (sur une échelle de 1 à 5), comme la plupart des communes de son secteur géographique.
| Type de zone | Niveau            | Définitions (bâtiment à risque normal) |
| ------------ | ----------------- | -------------------------------------- |
| Zone 3       | Sismicité modérée | accélération = 1,1 m/s2                |

## Histoire

### Préhistoire et Antiquité

#### Préhistoire
- Les épingles de Crachier

Sept épingles ou fragments d'épingles ont été découverts en 1999 sur le territoire de la commune. Ces pièces, considérées comme rares, ont été datées de la fin du Bronze moyen ou tout début  du Bronze final et témoignent de l'implantation et de l'importance de la civilisation des Champs d'Urnes dans la région.
Selon les spécialistes, « La concordance chronologique ainsi que l'origine très probablement bavaroise des épingles à tête en disque de Crachier [...] nous autorise à parallèliser ces découvertes, tant sur le plan chronologique que culturel en provenance du sud-ouest de l'Allemagne, aux XIVe siècle /XIIIe siècle, dans un courant aussi précoce et fécond que celui qui affecte le nord-est et l'est de la France ».

#### Antiquité
Le secteur actuel de la commune de Crachier se situe à l'ouest du territoire antique des Allobroges, ensemble de tribus gauloises occupant l'ancienne Savoie, ainsi que la partie du Dauphiné, située au nord de la rivière Isère.

### Moyen Âge et Temps Modernes

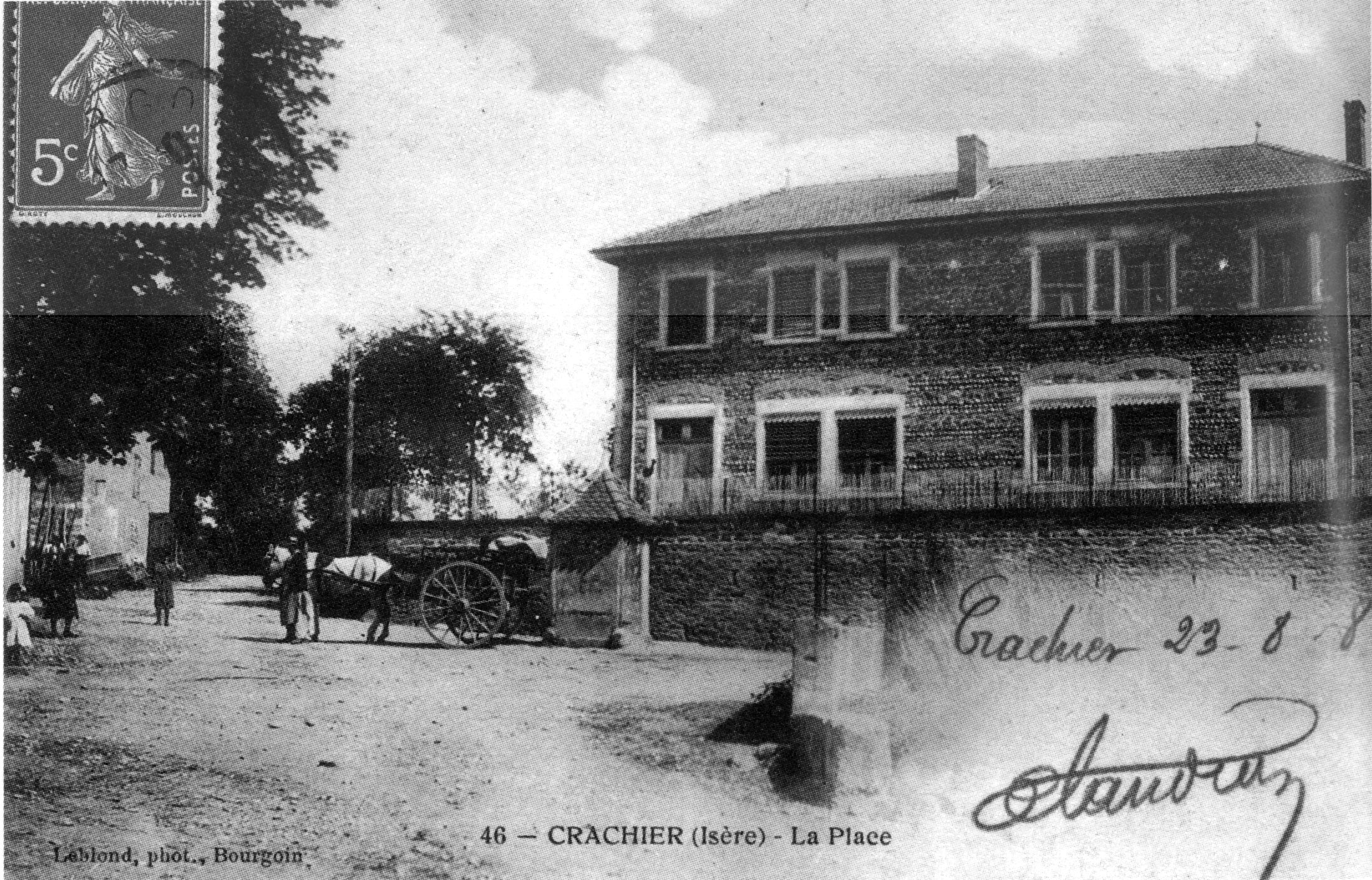
La place principale de Crachier en 1908.

## Politique et administration

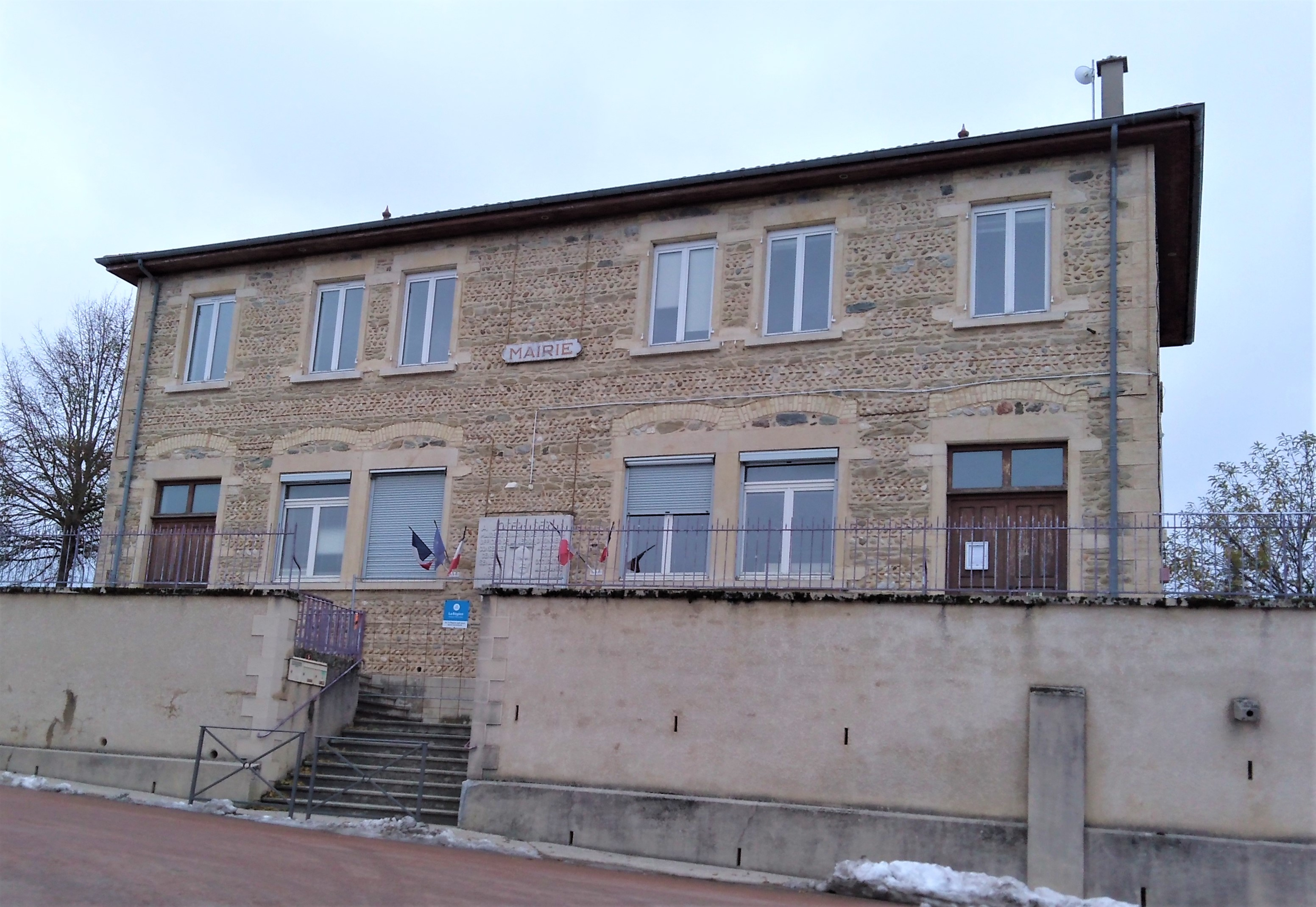
Mairie de Crachier

### Liste des maires
| Période                                  | Période   | Identité       | Étiquette | Qualité       |
| ---------------------------------------- | --------- | -------------- | --------- | ------------- |
| mars 2001                                | mars 2014 | Fernand Moulin |           |               |
| mars 2014                                | En cours  | Nadine Roy     | REM       | Fonctionnaire |
| Les données manquantes sont à compléter. |           |                |           |               |

### Tendances politiques et résultats
| Scrutin             | Scrutin             | 1er tour | 1er tour | 1er tour | 1er tour | 1er tour | 1er tour | 1er tour | 1er tour  | 1er tour | 1er tour | 1er tour | 1er tour | 2d tour | 2d tour | 2d tour | 2d tour | 2d tour | 2d tour |
| Scrutin             | Scrutin             | 1er      | 1er      | %        | 2e       | 2e       | %        | 3e       | 3e        | %        | 4e       | 4e       | %        | 1er     | 1er     | %       | 2e      | 2e      | %       |
| ------------------- | ------------------- | -------- | -------- | -------- | -------- | -------- | -------- | -------- | --------- | -------- | -------- | -------- | -------- | ------- | ------- | ------- | ------- | ------- | ------- |
| Présidentielle 2017 | Présidentielle 2017 |          | FN       | 33,99    |          | EM       | 21,45    |          | LR        | 13,53    |          | LFI      | 12,54    |         | FN      | 50,74   |         | EM      | 49,26   |
| Présidentielle 2022 | Présidentielle 2022 |          | RN       | 33,70    |          | LREM     | 21,92    |          | LFI       | 16,16    |          | REC      | 8,49     |         | RN      | 51,94   |         | LREM    | 48,06   |
| Législatives 2022   | 10e                 |          | RN       | 30,93    |          | Ren-Ens  | 25,00    |          | LFI-Nupes | 19,92    |          | LR       | 8,05     |         | Ren     | 50,74   |         | RN      | 49,26   |
| Législatives 2024   | 10e                 |          | RN       | 47,52    |          | Ren-Ens  | 21,28    |          | LFI-NFP   | 21,28    |          | LR       | 9,04     |         | RN      | 63,11   |         | LFI     | 36,89   |

## Population et société

### Démographie
L'évolution du nombre d'habitants est connue à travers les recensements de la population effectués dans la commune depuis 1800. Pour les communes de moins de 10 000 habitants, une enquête de recensement portant sur toute la population est réalisée tous les cinq ans, les populations de référence des années intermédiaires étant quant à elles estimées par interpolation ou extrapolation. Pour la commune, le premier recensement exhaustif entrant dans le cadre du nouveau dispositif a été réalisé en 2007.

En 2022, la commune comptait 590 habitants, en évolution de +17,76 % par rapport à 2016 (Isère : +3,07 %, France hors Mayotte : +2,11 %).
| 1800 | 1806 | 1821 | 1831 | 1836 | 1841 | 1846 | 1851 | 1856 |
| ---- | ---- | ---- | ---- | ---- | ---- | ---- | ---- | ---- |
| 350  | 351  | 395  | 455  | 415  | 410  | 403  | 396  | 397  |

| 1861 | 1866 | 1872 | 1876 | 1881 | 1886 | 1891 | 1896 | 1901 |
| ---- | ---- | ---- | ---- | ---- | ---- | ---- | ---- | ---- |
| 375  | 394  | 363  | 359  | 335  | 336  | 317  | 306  | 326  |

| 1906 | 1911 | 1921 | 1926 | 1931 | 1936 | 1946 | 1954 | 1962 |
| ---- | ---- | ---- | ---- | ---- | ---- | ---- | ---- | ---- |
| 288  | 302  | 259  | 247  | 255  | 253  | 230  | 210  | 207  |

| 1968 | 1975 | 1982 | 1990 | 1999 | 2006 | 2007 | 2012 | 2017 |
| ---- | ---- | ---- | ---- | ---- | ---- | ---- | ---- | ---- |
| 208  | 258  | 286  | 334  | 432  | 455  | 458  | 474  | 508  |

| 2022 | - | - | - | - | - | - | - | - |
| ---- | - | - | - | - | - | - | - | - |
| 590  | - | - | - | - | - | - | - | - |

### Enseignement
La commune est rattachée à l'académie de Grenoble.

### Médias
Historiquement, le quotidien à grand tirage Le Dauphiné libéré consacre, chaque jour, y compris le dimanche, dans son édition du Nord-Isère, un ou plusieurs articles à la communauté de communes et quelquefois du canton, ainsi que des informations sur les éventuelles manifestations locales, les travaux routiers, et autres événements divers à caractère local.

## Culture et patrimoine

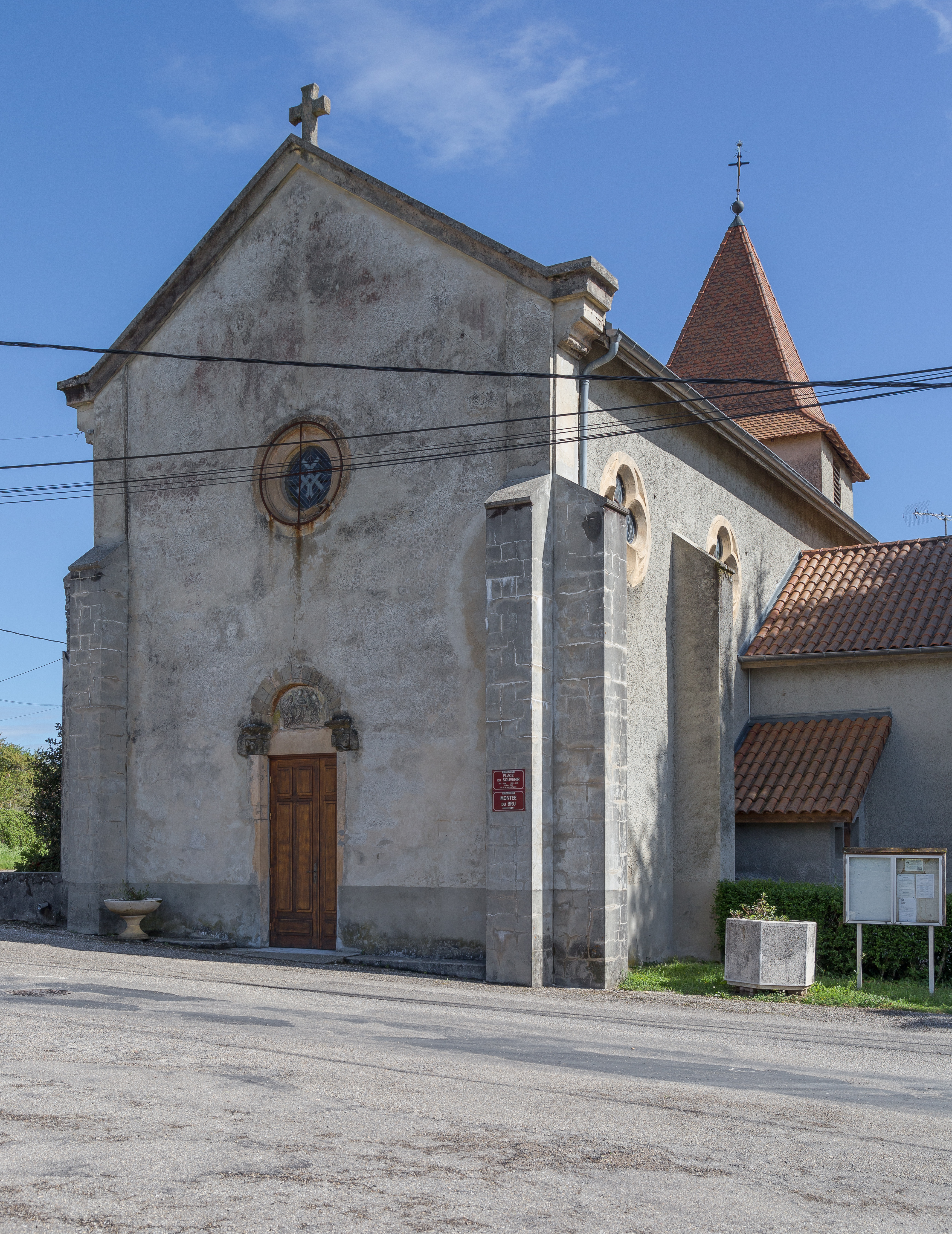
Église de Crachier

### Lieux et monuments

#### L'église de Crachier
L'église de l'Assomption de Crachier date du XIXe siècle se présente comme un bâtiment dont la nef unique se prolonge à l'est par un clocher axial, bas et trapu, et longé par son presbytère.
Au niveau extérieur l'église présente un portail roman de remploi et par une modénature néo-gothique. Les chapiteaux et la voussure surmontant la porte principale sont probablement des éléments de remploi d'une partie de l'ancien portail roman. L'arc en plein cintre, à l'arête moulurée en tore, et les deux chapiteaux sur lesquels il effectue sa retombée ont été remontés au-dessus de l'encadrement de la porte elle-même dont la facture est date du XIXe siècle.

#### Le monument aux morts
Le monument se présente sous la forme d'un piédestal supportant une statue de Jeanne d'Arc, située au sommet d'un pilier et entouré de deux canons.

### Personnalités liées à la commune
- Joseph Serlin, maire dans l'entre deux guerres de la commune,sénateur de l'Isère, secrétaire de la mairie de Lyon. Résistant assassiné par la milice en 1944. Une stèle a été édifiée sur le mur de l'école inauguré par Édouard Herriot en 1947 ; il est à l'origine de la salle des fêtes de la commune. Sa tombe existe dans le cimetière.

### Patrimoine et tradition orales

#### Langue régionale

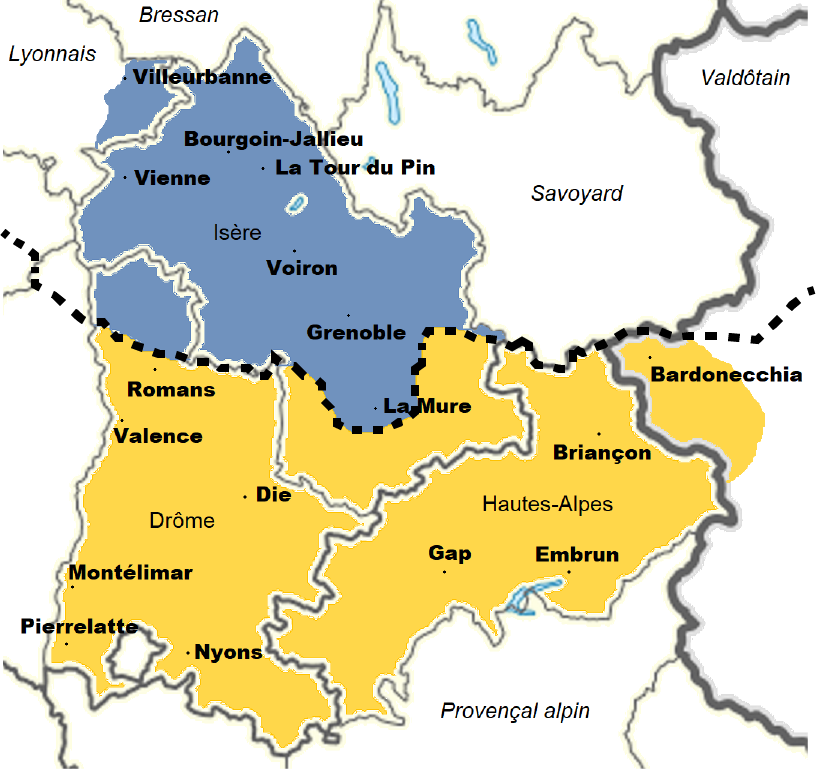
Carte linguistique du Dauphiné : Le dauphinois est un dialecte arpitan parlé dans le nord du Dauphiné

Sur le plan linguistique, le territoire de Crachier, ainsi que l'ensemble du Nord-Isère, se situe au nord-ouest de l'agglomération grenobloise et au sud-ouest de l'agglomération lyonnaise. Son secteur se situe donc dans la partie septentrionale du domaine linguistique des patois dauphinois, laquelle appartient au domaine de la langues dite francoprovençal ou arpitan au même titre que les parlers savoyards, vaudois, Valdôtains, bressans et foréziens.
L'idée du terme, « francoprovençal », attribué à cette langue régionale parlée dans la partie centre-est de la France, différente du français, dit langue d'oil et de l'occitan, dit langue d'oc est l'œuvre du linguiste et patriote italien Graziadio Isaia Ascoli en 1873 qui en a identifié les caractéristiques, notamment dans le Grésivaudan, les pays alpins et la vallée de l'Isère, depuis sa source jusqu'à sa confluence avec le Rhône. .

### Héraldique
|  | Crachier possède des armoiries dont l'origine et le blasonnement exact ne sont pas disponibles. |